# الجنة والنار (كتاب)
كتاب الجنة والنار هو كتاب في وصف الجنة والنار في الإسلام ويبين حال أهل الجنة والنار وفق اعتقاد المسلمين عنهما في الكتاب والسنة، أعده الشيخ عمر بن سليمان الأشقر في 1998، ضمن سلسلة العقيدة في ضوء الكتاب والسنة.